# Sash!
Sash! (stylisiert auch SASH!) ist ein deutsches Dance-Music-Projekt, das seit 1995 existiert. Kopf der Gruppe ist der DJ Sascha Lappessen, der auch zumeist in den Musikvideos in Erscheinung tritt. Ihr kommerziell erfolgreichster Titel war Ecuador; die größten Charterfolge gab es in Großbritannien.

## Werdegang von Sascha Lappessen
Als neunjähriger Junge bekam Sascha Lappessen eine Heimorgel geschenkt und bekam so erste Kontakte zur Musik. Später begann Lappessen eine Ausbildung zum Energieanlagenelektroniker und Elektroinstallateur und arbeitete nebenbei erst als Lightjockey und dann als DJ im Kaldenkirchener Club „Kings“. Dort lernte er Ralf Kappmeier und Thomas Alisson kennen, mit denen er das Projekt Sash! begründete.
In der Woche vom 20. bis 23. Dezember 2010 war Lappessen Teilnehmer der Sendung Das perfekte Dinner.

## Sash!
1994 veröffentlichten Alisson und Lappessen unter dem Namen Careca ihre erste Produktion mit dem Titel Indian Rave. Der Erfolg stellte sich allerdings noch nicht ein.
1995 kam Ralf Kappmeier dazu. Sie benannten sich in Sash! um und ihre erste Produktion It’s My Life avancierte zum ersten Erfolg. Der kommerzielle Durchbruch folgte ein Jahr später mit dem Titel Encore une fois. Es folgten: Ecuador, Stay und La Primavera. Sash! hatten sich zu einem etablierten Dance Act entwickelt und arbeiteten mit diversen internationalen Künstlern zusammen. Sash! waren nicht allein in Deutschland erfolgreich. Erfolge stellten sich überwiegend im europäischen Ausland ein, z. B. mit Mysterious Times.
Darüber hinaus veröffentlichte man mehrere Remixes der Musik anderer bekannter Künstler, wie z. B. Jean Michel Jarre.
In den letzten Jahren wurde es im allgemein abflauenden Markt um Dance Music sehr ruhig um Sash!. Erst 2008 konnten sie sich wieder mit dem Titel Raindrops in den deutschen Charts platzieren. Im Januar 2010 wurde mit der Single All Is Love eine neue Single veröffentlicht, die aus dem fünften Studioalbum stammt.

## Diskografie
Studioalben

| Jahr | Titel                    | Höchstplatzierung, Gesamtwochen, AuszeichnungChartplatzierungen (Jahr, Titel, Platzierungen, Wochen, Auszeichnungen, Anmerkungen) | Höchstplatzierung, Gesamtwochen, AuszeichnungChartplatzierungen (Jahr, Titel, Platzierungen, Wochen, Auszeichnungen, Anmerkungen) | Höchstplatzierung, Gesamtwochen, AuszeichnungChartplatzierungen (Jahr, Titel, Platzierungen, Wochen, Auszeichnungen, Anmerkungen) | Höchstplatzierung, Gesamtwochen, AuszeichnungChartplatzierungen (Jahr, Titel, Platzierungen, Wochen, Auszeichnungen, Anmerkungen) | Anmerkungen                                               |
| Jahr | Titel                    | DE | AT | CH | UK | Anmerkungen                                               |
| ---- | ------------------------ | --- | --- | --- | --- | --------------------------------------------------------- |
| 1997 | It’s My Life – The Album | DE38 (6 Wo.)DE | — | CH37 (5 Wo.)CH | UK6 Platin · (51 Wo.)UK | Erstveröffentlichung: 30. Juni 1997 Verkäufe: + 332.500   |
| 1998 | Life Goes On             | DE31 (5 Wo.)DE | — | CH37 (5 Wo.)CH | UK5 Gold · (23 Wo.)UK | Erstveröffentlichung: 17. August 1998 Verkäufe: + 100.000 |
| 2000 | Trilenium                | DE43 (5 Wo.)DE | — | CH43 (6 Wo.)CH | UK13 (5 Wo.)UK | Erstveröffentlichung: 2. April 2000                       |
| 2002 | S4!Sash!                 | — | — | — | — | Erstveröffentlichung: 28. Oktober 2002                    |
| 2012 | Life Is a Beach          | — | — | — | — | Erstveröffentlichung: 31. August 2012                     |
| 2013 | Life Changes             | — | — | — | — | Erstveröffentlichung: 8. November 2013                    |

## Auszeichnungen
- 1999: RSH-Gold[1]